# 天主教大急流城教區
天主教大急流城教區（拉丁語：Dioecesis Grandcataractensis）是美國一個羅馬天主教教區。屬底特律總教區。成立於1882年5月19日。
教區範圍包括密西根下半島西岸，教座位於大急流城。2006年有教友166,000人、九十個堂區、一百卅六名司鐸。現任主教為沃爾特·A·赫爾利。